# Līlūs
Līlūs (persiska: لیلوس) är en ort i Iran.   Den ligger i provinsen Västazarbaijan, i den nordvästra delen av landet, 700 km väster om huvudstaden Teheran. Līlūs ligger 1 923 meter över havet och antalet invånare är 335.
Terrängen runt Līlūs är lite bergig, och sluttar brant österut. Runt Līlūs är det ganska tätbefolkat, med 83 invånare per kvadratkilometer. Närmaste större samhälle är Salmās, 18,4 km öster om Līlūs. Trakten runt Līlūs består i huvudsak av gräsmarker.